# Jim Maki
James Clifford Maki, genannt Jim Maki (* 7. Juli 1950 in Grand Rapids, Michigan) ist ein ehemaliger US-amerikanischer Skispringer.
Bei den Olympischen Winterspielen 1976 in Innsbruck erreichte Maki auf der Großschanze den 36. Platz.
Maki nahm an der Vierschanzentournee 1976/77 teil, blieb jedoch mit Plätzen zwischen dem 42. und dem 55. weitestgehend erfolglos. Zu den Olympischen Winterspielen 1980 stand Maki erneut im Aufgebot der US-Amerikaner und belegte auf der Normalschanze den 26. Platz.
Am 13. Februar 1981 sprang Maki sein einziges Springen im Skisprung-Weltcup. Beim Skifliegen auf der Copper-Peak-Schanze in Ironwood erreichte er dabei den 8. Platz und gewann 12 Weltcup-Punkte. Am Ende der Weltcup-Saison 1980/81 belegte er damit 52. Platz in der Gesamtwertung. Anschließend beendete Maki im Alter von 29 Jahren seine aktive Skisprungkarriere.